# Microdymasius prominor
Microdymasius prominor är en skalbaggsart som först beskrevs av J. Linsley Gressitt och Yves Rondon 1970.  Microdymasius prominor ingår i släktet Microdymasius och familjen långhorningar.
Artens utbredningsområde är Laos. Inga underarter finns listade i Catalogue of Life.